# Evangelische Kirche (Battweiler)
Die Evangelische Kirche in Battweiler ist eine Kirche im Kirchenbezirk (Dekanat) Zweibrücken der Evangelischen Kirche der Pfalz. Sie ist im Verzeichnis der Kulturdenkmäler des Landkreises Südwestpfalz aufgeführt.

## Geschichte
In einer Schenkungsurkunde aus dem Jahr 1311 findet sich die erste Erwähnung einer Kirche in Battweiler, die der heiligen Margaretha geweiht war. In einem Visitationsprotokoll für das Bistum Metz aus dem Jahr 1686 ist Battweiler als Kirchenort aufgeführt.
Die Gründung einer evangelisch-lutherischen Pfarrei in Battweiler, zu der 32 Dörfer und Einzelhöfe gehörten, erfolgte im Jahr 1736. Im Zuge der Union der lutherischen und reformierten Kirche in der Pfalz (Bayern) im Jahr 1818 wurde die bis dahin lutherische Pfarrei Battweiler als Filiale der protestantischen Pfarrei Winterbach zugeordnet.
Im Jahr 1906 wurde die mittelalterliche Kirche abgerissen und durch den heutigen Kirchenbau ersetzt. Die Einweihung der neuen Kirche, an dessen Bau viele Mitglieder der örtlichen Gemeinde beteiligt waren, erfolgte am 7. November 1907. Die Baukosten betrugen 65.000 Mark.

## Architektur und Ausstattung
Bei der evangelischen Kirche in Battweiler handelt es sich um eine neugotische zweischiffige Hallenkirche. Der fünfseitige polygonale Chor stammt noch von der mittelalterlichen Vorgängerkirche. Der Kirchturm mit spitzem Helm ist in die giebelständige Hauptfassade integriert.
Im Chor befinden sich drei Bleiglasfenster. Die Orgel der Kirche ist im Seitenschiff aufgestellt. Die ursprüngliche Orgel befindet sich auf einer Empore über dem Haupteingangsportal.